# Мария Нассауская
Принцесса Мария Вильгельмина Фредерика Елизавета Нассауская, в замужестве княгиня Вид-Нейвидская (нем. Marie Wilhelmine Friederike Elisabeth von Nassau; 29 января 1825 — 24 марта 1902) — супруга князя
Германа цу Вид; мать первой королевы Румынии Елизаветы; кавалерственная дама ордена Святой Екатерины (большого креста) (20.06.1842).

## Биография
Четвертая дочь из восьми детей герцога Вильгельма Нассауского (1792—1839) и его первой супруги Луизы-Шарлотты Саксен-Альтенбургской (1794—1825). Сестра Адольфа Нассауского, герцогини Терезы Ольденбургской и Софии, королевы Швеции. Потеряв мать во младенчестве, воспитывалась отцом и мачехой, принцессой Паулиной Вюртембергской (1810—1856), и получила хорошее образование.
Весной 1839 году юная принцесса Мария Нассауская обратила на себя внимание путешествующего по Европе великого князя Александра Николаевича. По словам  графа А. Ф. Орлова, «маленькая принцесса ему очень нравилась, больше, чем все те, которых он видел до сих пор, но к несчастью она была очень молода и проект женитьбы на ней не осуществился». 20 июня 1842 года в Бибрихе она стала женой наследного принца Германа Вид-Нейвидского  (1814—1864), состоявшего на прусской службе. 

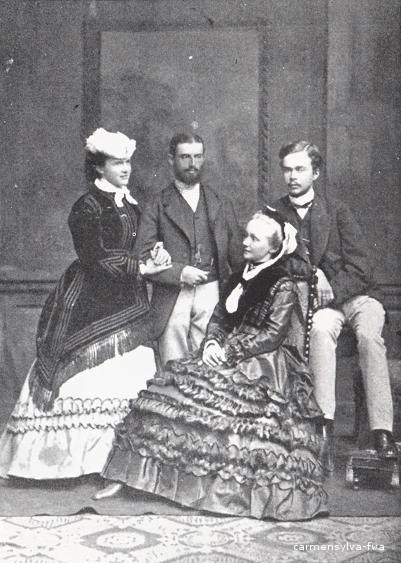
Княгиня Мария с дочерью, сыном и зятем (1869)

Первое время почти постоянно проживала с семьей в Нойвиде. Рождение в 1850 году младшего сына Отто сильно подорвало здоровье княгини. У неё было длительное нервно-психическое расстройство с симптомами паралича. Для лечения жены и сына принц Германа	арендовал виллу «Vinea Domini» в Бонне, где они жили до 1853 года. Позже княгиня Мария лечилась в Париже у знаменитого магнетизера венгерского графа Сапари.
Постепенно ее здоровье восстановилось, но вылечить сына не удалось. Будучи заботливой матерью, она тяжело переживала его смерть в 1862 году. Овдовев, княгиня Мария переехала из замка в Нойвиде в замок Монтепос. Лето она обычно проводила в  Баден-Бадене, в Бонне или в Уши на Женевском озере. В 1871 году она впервые посетила Бухарест и провела лето с дочерью в монастыре Синая в Карпатах.
В 1872 году по инициативе княгине началось строительство виллы в итальянском стиле в Сегендорфе возле Нойвида, которая последствии стала её  резиденцией. В это время она поддерживала близкие отношения с бывшим премьер-министром Бадена, с одним из непримиримых врагов Бисмарка, бароном Францем фон Роггенбахом (1825—1907) и, по мнению современницы, состояла с ним в морганатическом браке. Вместе с ним в 1876 году она навещала свою дочь в Румынии. Скончалась княгиня в марте 1902 года и была похоронена на семейном кладбище в Нойвиде.

## Дети
- Елизавета Вид (29.12.1843— 03.03.1916), жена с 1869 года Кароля Гогенцоллерна-Зигмарингена (1839—1914), первого короля Румынии (1881—1914).
- Вильгельм цу Вид (22.08.1845—22.10.1907), 5-й князь Вид (1864—1907), женат с 1871 года на принцесса Марии Нидерландской.
- Отто Вид (22.11.1850—18.02.1862)